# Роберт Фицо
Роберт Фицо (на словашки: Robert Fico) е политик от Словакия, настоящият министър-председател на страната от 25 октомври 2023 г.
Преди това заема поста в периодите 4 април 2012 – 22 март 2018 г. (2 мандата) и 4 юли 2006 – 8 юли 2010 г.

## Биография
След победата на парламентарните избори от 17 юни 2006 г. на лявоцентристката му партия Посока - социална демокрация, основана от него през 1999 г., сформира правителствена коалиция, сменяйки на поста министър-председателя Микулаш Дзуринда, считано от 4 юли 2006 до 8 юли 2010 г.
Подава оставка след парламентарните избори от 12 юни 2010 г. Преди това президентът на Словакия Иван Гашпарович възлага на Фицо мандат за сформиране на второ правителство на Посока – социална демокрация. Мандатът не е реализиран. На 8 юли е съставено правителство на Словашки демократически и християнски съюз – Демократическа партия, оглавено от Ивета Радичова.
На 4 април 2012 г., след победата на неговата партия на предсрочните парламентарни избори (печелейки в парламента 83 от 150 места), Фицо сформира ново правителство на страната. Това е първото еднопартийно правителство в Словакия от началото на независимостта.
През 2014 г. Роберт Фицо е кандидат за президент и на първия тур, проведен на 15 март, е първи с 28% от гласовете. На втора позиция с 24% остава опонентът му – независимият кандидат Андрей Киска. На втория тур обаче Андрей Киска печели 59,4% от гласовете и става четвъртият президент на Словакия.
На 30 септември 2023 г. след победата на партията „Посока – социална демокрация“ на парламентарните избори Фицо сформира ново правителство на страната.
На 15 май 2024 г. след заседание на правителството в град Хандлова е прострелян многократно с опасност за живота.
71-годишен поет на име Юрай Цинтула незабавно е задържан от полицията като основен заподозрян. Съобщава се, че Фицо е бил в „животозастрашаващо“ състояние след нападението, като е получил рани в корема, ръцете и краката, но е бил стабилизиран след спешна операция и се очаква да се възстанови според вицепремиера Томаш Тараба.
На 30 май Фицо е изписан от болницата и му е позволено да продължи възстановяването си у дома.
Високопоставени политици от управляващата коалиция на Фицо обвиняват независимите медии и опозицията за опита за убийство, твърдейки, че те са повлияли на стрелеца. Словашки журналисти и опозиционни лидери се страхуват, че правителството ще използва опита за убийство, за да ги разбие. Стрелбата е единодушно осъдена от Националния съвет.
Си Дзинпин, Роберт Фицо и Александар Вучич се появяват до Владимир Путин на военния парад в Москва за Деня на победата 9 май 2025 г.